# Dona amb carta
Dona amb carta (Femme à la lettre) és un quadre de Pierre-Auguste Renoir dels anys 1890-1895 i dipositat al Museu de l'Orangerie de París.

## Història
Una figura com aquesta, posant en una actitud convencional de reflexió, és poc habitual en la pintura de Renoir. Aquest oli sobre tela de 65 × 54 cm entronca amb el tipus tradicional de la figura imaginària, que apareix amb freqüència en la pintura del segle xviii i també, més proper a Renoir, en l'obra de Corot.
La mateixa model posà en diverses composicions que, generalment se solen situar en el període 1890-1895. Aquesta obra figura en un àlbum de reproduccions d'obres de Renoir editat per Vollard el 1918 (per tant, en vida de l'artista), en què apareix datada concretament el 1895.

## Descripció
Aquest tipus de figura (en un posat lleugerament rígid) és bastant inusual en l'obra de Renoir. De fet, el pintor preferia pintar els seus models en posicions més naturals. La dona és vista asseguda, amb el cap recolzat a la mà dreta i sembla estar reflexionant sobre el contingut d'una carta que sosté a la mà esquerra.
La carta no és més que un pretext per a Renoir per a representar una dona jove amb l'estil dels models pintats per Jean-Honoré Fragonard (1732-1806), alguns dels quals es conserven al Museu del Louvre. Tot i l'actitud estàtica de la dona i els seus ulls defugint la mirada de l'espectador, la pintura emana alegria i frescor.